# Poniatowa
Poniatowa (udtale: [pɔɲaˈtɔva]) er en by og en kommune (Gmina) i det sydøstlige Polen i det tidligere Lillepolen. Den ligger i voivodskabet Lublin (Województwo lubelskie) og har 8.517(2021) indbyggere og et areal på		13,91 km². Den er administrationsby i powiatet (amt) Opole Lubelskie.

## Historie
Den nøjagtige dato for etableringen af Poniatowa kendes ikke, men den må have eksisteret før år 1382, for den 2. september 1382 udstedte Starosta i Lublin et dokument medunderskrevet af en mand ved navn Gotard, som var ejer af en landsby ved navn Poniatowa. I den sene middelalder lå landet Lublin i den østlige del af Kongeriget Polen, nær grænsen til Storhertugdømmet Litauen og østslaviske lande. Efter at kong Kasimir 3. af Polen annekterede Røderusland i Polen (1340'erne), blev regionen befolket med bosættere fra andre dele af Lillepolen. I det 15. århundrede blev omkring 178 nye landsbyer grundlagt i landet Lublin. De var ejet af szlachta adelige familier, som skulle besvare kongelig opfordring i tilfælde af en væbnet konflikt. I begyndelsen af det 16. århundrede var Poniatowa under myndighed af en Kastellan fra det nærliggende Wąwolnica.